# Ribadeo (kommunhuvudort)
Ribadeo är en kommunhuvudort i Spanien.   Den ligger i provinsen Provincia de Lugo och regionen Galicien, i den nordvästra delen av landet, 400 km nordväst om huvudstaden Madrid. Ribadeo ligger 45 meter över havet och antalet invånare är 9 343.
Terrängen runt Ribadeo är kuperad söderut, men norrut är den platt. Havet är nära Ribadeo norrut.Runt Ribadeo är det ganska glesbefolkat, med 34 invånare per kvadratkilometer. Närmaste större samhälle är Figueras, 1,3 km öster om Ribadeo. I omgivningarna runt Ribadeo växer i huvudsak blandskog.